# Hunter King
Hunter Haley King (Los Ángeles, California; 19 de octubre de 1993), conocida simplemente como Hunter King, es una actriz estadounidense. Es famosa por sus papeles como Adriana Masters en  Hollywood Heights y Summer Newman en The Young and the Restless. A principios de su carrera se le acreditaba como Haley King, pero desde entonces ha sido acreditada como Hunter King.

## Vida personal
La abuela de King es Elaine Farrar. Su familia es parte cristiana, pero sobre todo judía. Tiene una hermana mayor llamada Kelli y una hermana menor, Joey King. A una edad temprana, King actuó en un teatro en Agoura Hills, California.

## Carrera
King comenzó su carrera como actriz profesional en series como Roswell,  Hannah Montana y Workaholics. Interpretó a Adriana Masters en el drama Hollywood Heights. Fue allí donde conoció a la productora ejecutiva de The Young and the Restless Jill Farren-Phelps. King aseguró en una entrevista: "Jill me trajo allí, nunca audicioné para Y&R. Cuando estaba saliendo del avión de Florida con una amiga, Jill me llamó y me dijo: '¿Quieres venir a trabajar en Y&R e interpretar a Summer?' Yo estaba como, 'Sí.' Ella dijo: 'Está bien, empiezas en dos días'".
El 15 de octubre de 2012 hizo su debut en la telenovela diurna de CBS como Summer Newman, reemplazando a Lindsay Bushman. La interpretación de King en el papel le valió una nominación a los Young Artist Award for Best Performance in a Daytime TV Series - Young Actress, perdiendo contra Samantha Bailey. King también fue nominada para un Daytime Emmy Award for Outstanding Younger Actress in a Drama Series en 2013, perdiendo contra Kristen Alderson antes de ganar el año siguiente, superando a Alderson, Linsey Godfrey, Kim Matula y Kelly Missal.
En 2013, King acusó a su coestrella de Y&R Michael Muhney de supuestamente tocarla indebidamente. El sitio de noticias Radar Online informó que King se quejó de que Muhney acarició sus pechos en dos ocasiones, ambas de las cuales eran avances no solicitados y no deseados. De acuerdo con Radar Online, King dijo a los productores que iría a la policía y presentaría una denuncia contra Muhney si no era despedido de la serie. Muhney fue despedido el 17 de diciembre de 2013, afirmando que las acusaciones eran falsas y simplemente un rumor salaz.

## Filmografía
| Año  | Título                               | Papel             | Notas                                     |
| ---- | ------------------------------------ | ----------------- | ----------------------------------------- |
| 2001 | A.I. Inteligencia artificial         | Amanda            | Acreditada como Haley King                |
| 2003 | Deus Ex Machina                      | Mary              | Cortometraje (acreditada como Haley King) |
| 2011 | Judy Moody and the Not Bummer Summer | Priscilla Granger |                                           |
| 2015 | A Girl Like Her                      | Avery Keller      |                                           |
| 2015 | Our Last Day as Children             | Addie             | Cortometraje                              |

| Año           | Título                          | Papel                    | Notas                                                                                   |
| ------------- | ------------------------------- | ------------------------ | --------------------------------------------------------------------------------------- |
| 2001          | Roswell                         | Otra niña                | Episodio: "Samuel Rising" (acreditada como Haley King)                                  |
| 2002          | Hidden Hills                    | Megan Slypich            | Episodio: "Pilot" (acreditada como Haley King)                                          |
| 2004          | Line of Fire                    | Hannah Sorenson          | Episodio: "The Best-Laid Plans" (acreditada como Haley King)                            |
| 2004          | The Nick & Jessica Variety Hour | Mouseketeer              | Película para televisión (acreditada como Haley King)                                   |
| 2004          | Without a Trace                 | Noelle                   | Episodio: "Trials" (acreditada como Haley King)                                         |
| 2006          | Dexter                          | Debra Morgan adolescente | Episodios: "Let's Give the Boy a Hand", "Return to Sender" (acreditada como Haley King) |
| 2008          | ER                              | Julie O'Fallon           | Episodio: "Parental Guidance"                                                           |
| 2009          | Hannah Montana                  | Bridget                  | Episodio: "Judge Me Tender"                                                             |
| 2010          | It Takes A Village              | Alyssa                   |                                                                                         |
| 2011          | Workaholics                     | Melissa                  | Episodio: "Karl's Wedding"                                                              |
| 2012          | Hollywood Heights               | Adriana Masters          | Papel principal (80 episodios)                                                          |
| 2012–presente | The Young and the Restless      | Summer Newman            | Papel principal: 2012–2016; recurrente: 2016-presente                                   |
| 2013          | The Price Is Right              | Ella misma               | 2 episodios                                                                             |
| 2015          | CSI: Crime Scene Investigation  | Lexi Nolan               | Episodio: "Under My Skin"                                                               |
| 2015–2019     | Life in Pieces                  | Clementine Hughes        | Recurrente: temporada 1; regular: temporada 2-3 (65 episodios)                          |

## Premios y nominaciones
| Año  | Asociación           | Categoría                                               | Trabajo nominado           | Resultado | Ref.   |
| ---- | -------------------- | ------------------------------------------------------- | -------------------------- | --------- | ------ |
| 2013 | Premios Daytime Emmy | Outstanding Younger Actress in a Drama Series           | The Young and the Restless | Nom       | [ 8 ]  |
| 2013 | Young Artist Awards  | Best Performance in a Daytime TV Series - Young Actress | The Young and the Restless | Nom       | [ 7 ]  |
| 2014 | Daytime Emmy Awards  | Outstanding Younger Actress in a Drama Series           | The Young and the Restless | Ganadora  | [ 9 ]  |
| 2015 | Daytime Emmy Awards  | Outstanding Younger Actress in a Drama Series           | The Young and the Restless | Ganadora  | [ 18 ] |
| 2016 | Daytime Emmy Awards  | Outstanding Younger Actress in a Drama Series           | The Young and the Restless | Nom       | [ 19 ] |
| 2017 | Daytime Emmy Awards  | Outstanding Younger Actress in a Drama Series           | The Young and the Restless | Nom       | [ 20 ] |